# Modi'in-Makabim-Re'ut
Modi'in-Makabim-Re'ut (hebrejsky מוֹדִיעִין-מַכַּבִּים-רֵעוּת, v oficiálním přepisu do angličtiny Modi'in-Makkabim-Re'ut , někdy též jen stručněji Modi'in) je město nacházející se v Centrálním distriktu v Izraeli, které vzniklo v prosinci 2003 spojením měst Modi'in s nedalekou obcí Makabim-Re'ut.

## Geografie
Modi'in se nachází přibližně 35 kilometrů jihovýchodně od Tel Avivu a zhruba 30 kilometrů západně od Jeruzaléma. Město je decentralizované. Je rozděleno do hvězdicového tvaru a menší čtvrtě jsou pojmenovány po architektech města. Každá ze čtvrtí má hlavní bulvár a nákupní centrum.
Leží v nadmořské výšce 262 metrů na okraji pahorkatiny, která se západně od města svažuje do Izraelské pobřežní planiny a jižně odtud do Ajalonského údolí s potokem Nachal Ajalon. Přímo městem pak ve východozápadním směru probíhá vádí Nachal Anava, které je na východním okraji obce začleněno do městského Parku Anaba. Po severní straně města prochází zaříznutým údolím vádí Nachal Modi'im.
Město je na dopravní síť napojeno novou dálniční komunikací (silnice číslo 431) a také silnice číslo 443. Počátkem 21. století získalo rovněž napojení na novou rychlostní železniční trať Tel Aviv-Modi'in. Od dubna 2008 je tu v provozu velká podzemní železniční stanice Modi'in merkaz. Od září 2007 existuje vlakové spojení do nedalekého obchodního centra (železniční stanice Pa'atej Modi'in). Železnice procházející městem jej spojuje přímo s Tel Avivem a Ben-Gurionovým letištěm. Od roku 2018 probíhá okolo města i vysokorychlostní železniční trať Tel Aviv – Jeruzalém.
Města Modi'in, Modi'in Illit a další menší sídla jako Chašmona'im, Lapid, Kfar ha-Oranim, Ganej Modi'in nebo Matitjahu jsou součástí metropolitní oblasti, kde žije téměř 200 000 obyvatel.

## Dějiny

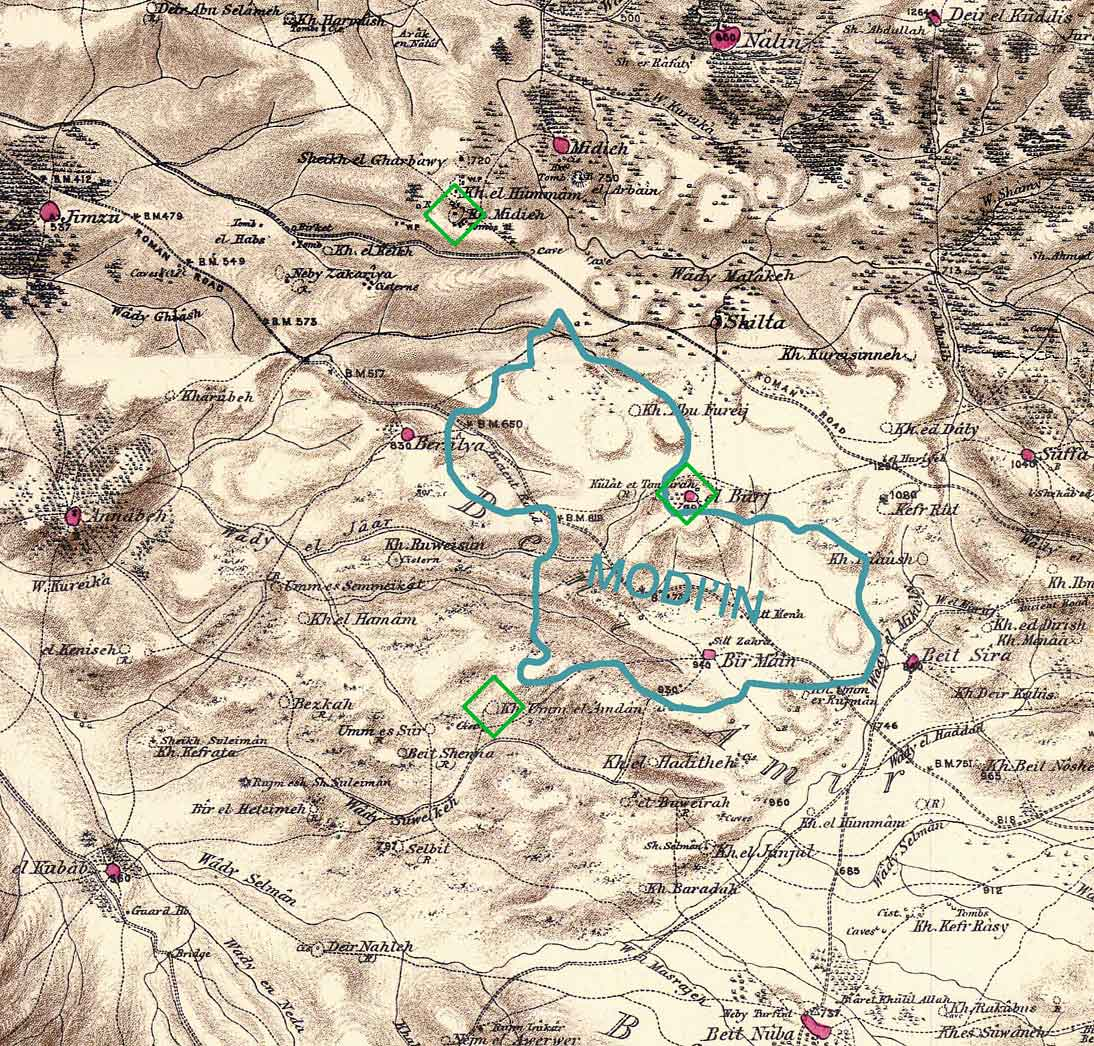
Oblast Modi'inu v 70. letech 19. století znázorňující tři možné lokality starověkého Modi'inu

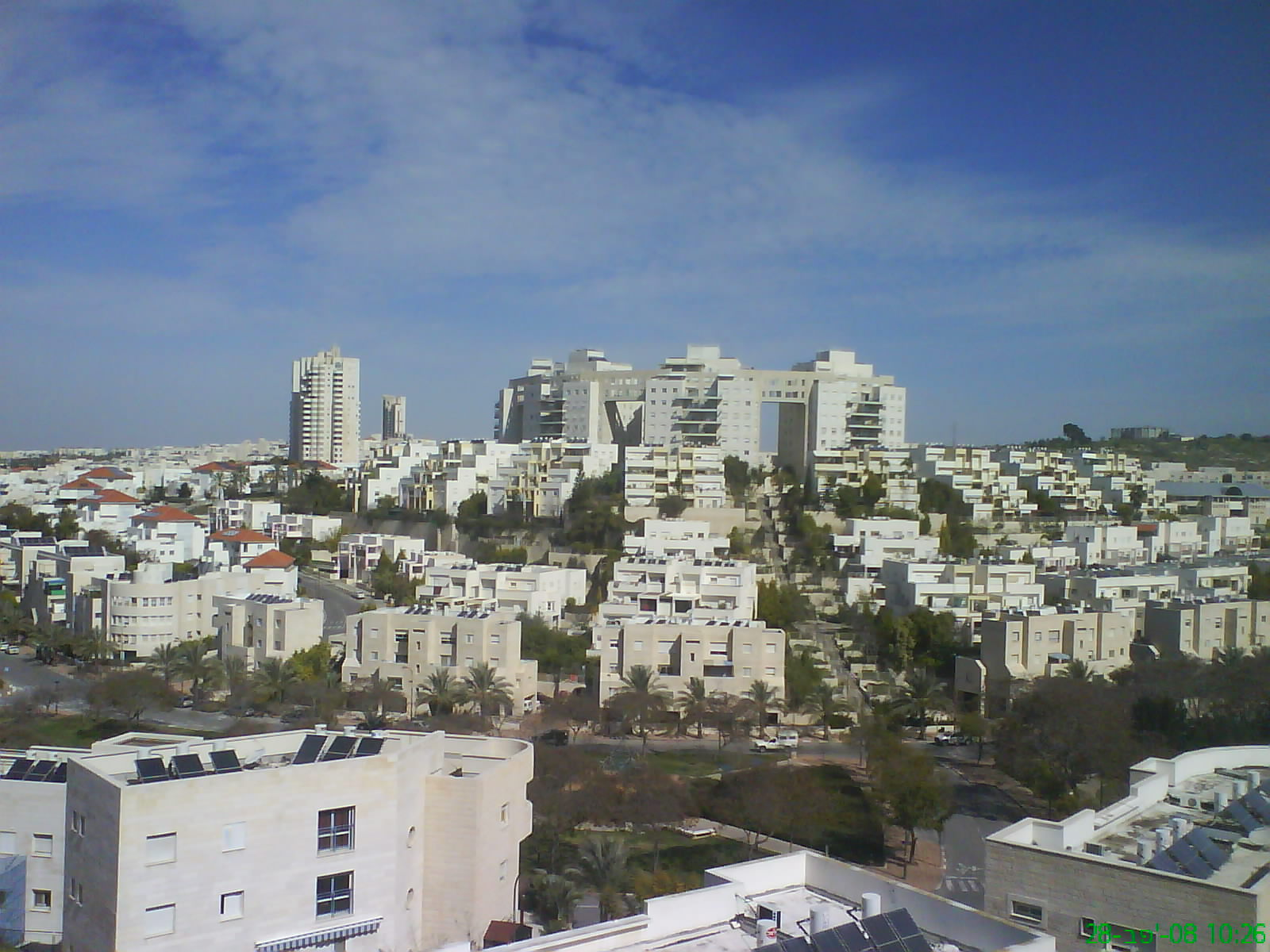
Pohled na Modi'in

Starověký Modi'in byl místem zrodu židovské hasmonejské dynastie, která vládla Judeji v prvním a druhém století n. l. a je rovněž místem, kde začalo povstání Makabejských proti Seleukovcům.
Současný Modi'in se nachází poblíž místa, kde se podle Talmudu nacházelo starověké město, nicméně přesné místo není známé. Po staletí se jako lokalita starověkého města uváděla vesnice Suba, která je vzdálená od místa popsaném v Talmudu, avšak tato teze již není platná. Mezi archeology navrhovaná místa patří Um el-Umdan poblíž silnice číslo 20 z Kanadského parku a Latrunu, Chirbet el-Midje a Chirbet el-Burj (Titura). Všechna tato místa jsou poblíž současnému Modi'inu a některá z nich byla zničena, při výstavbě dnešního města.
Počátkem 90. let 20. století byl v Izraeli z iniciativy tehdejšího ministra Ariela Šarona spuštěn program Jišuvej ha-Kochavim, v jehož rámci vzniklo na pomezí vlastního Izraele a Zelené linie několik nových měst. V té době vznikl i novověký Modi'in, byť nebyl přímo součástí tohoto programu.
Základní kámen současného Modi'inu byl položen roku 1993. Jedná se o moderně navržené město a během jeho projektování bylo myšleno na nejvyšší standardy týkající se městského plánování, životního prostředí a územního plánování pro budoucí rozrůstání města. Do územního plánu města byly včleněny velké plochy zeleně, které tvoří 50 % rozlohy města. V dlouhodobém horizontu ministerstva pro bytovou výstavbu je, aby město bylo domovem pro 250 tisíc lidí, čímž by se stalo jedním z největších v Izraeli. Současné plány rozvoje však zahrnují pouze 120 tisíc obyvatel.
Město bylo navrženo známým architektem Moše Safdiem. Nad projektem dohlížel hlavní architekt ministerstva bydlení a bytové výstavby Carlos Drinberg a architekt města Daniel Senerman.
Podle CBS se ve městě nachází 12 škol s celkovým počtem 5325 studentů. Ti jsou rozděleni do osmi základních škol (3374 žáků) a dvou středních škol (1951 studentů). Celkem 63,5 % studentů dvanáctých ročníků bylo v roce 2001 připuštěno k maturitě.

## Demografie
Podle údajů z roku 2009 tvořili naprostou většinu obyvatel Židé – cca 71 400 osob (včetně statistické kategorie "ostatní", která zahrnuje nearabské obyvatele židovského původu ale bez formální příslušnosti k židovskému náboženství, cca 72 700 osob).
Jde o velké sídlo městského typu s velmi rychlým populačním růstem. K 31. prosinci 2017 zde žilo 91 300 lidí.
| Rok            | 1996  | 1997  | 1998   | 1999   | 2000   | 2001   | 2003   | 2004   | 2005   | 2006   | 2007   | 2008   | 2009   | 2010   | 2011   | 2012   | 2013   | 2014   | 2015   | 2016   | 2017   |
| -------------- | ----- | ----- | ------ | ------ | ------ | ------ | ------ | ------ | ------ | ------ | ------ | ------ | ------ | ------ | ------ | ------ | ------ | ------ | ------ | ------ | ------ |
| Počet obyvatel | 1 400 | 9 900 | 15 700 | 21 800 | 27 300 | 31 000 | 48 788 | 53 079 | 58 042 | 62 488 | 67 120 | 70 595 | 72 706 | 76 500 | 80 200 | 82 900 | 85 400 | 87 000 | 88 700 | 90 000 | 91 300 |

* údaje za roky 1996-2001 a od roku 2010 zaokrouhleny na stovky

## Partnerská města
- Hagen, Německo (1997)